# ピエール・エ・マリー・キュリー駅
ピエール・エ・マリー・キュリー駅（ピエール・エ・マリー・キュリーえき、仏: Pierre et Marie Curie）は、フランス・パリの南縁にあたるイヴリー＝シュル＝セーヌ（市）にある、メトロ（地下鉄）7号線（メリー・ディヴリー方面支線）の駅。駅名はノーベル物理学賞を受賞したキュリー夫妻にちなむ。

## 概要

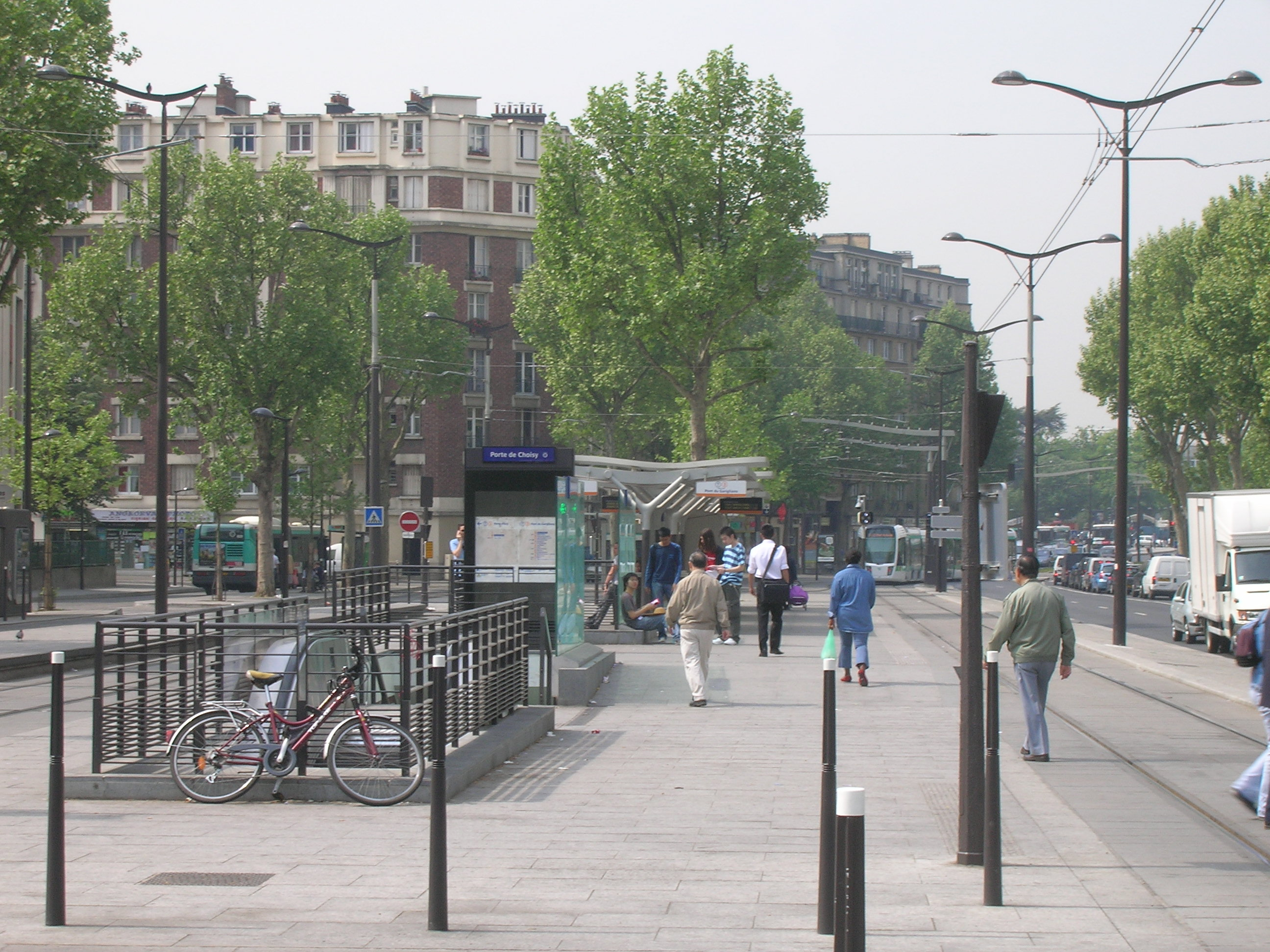
駅入口

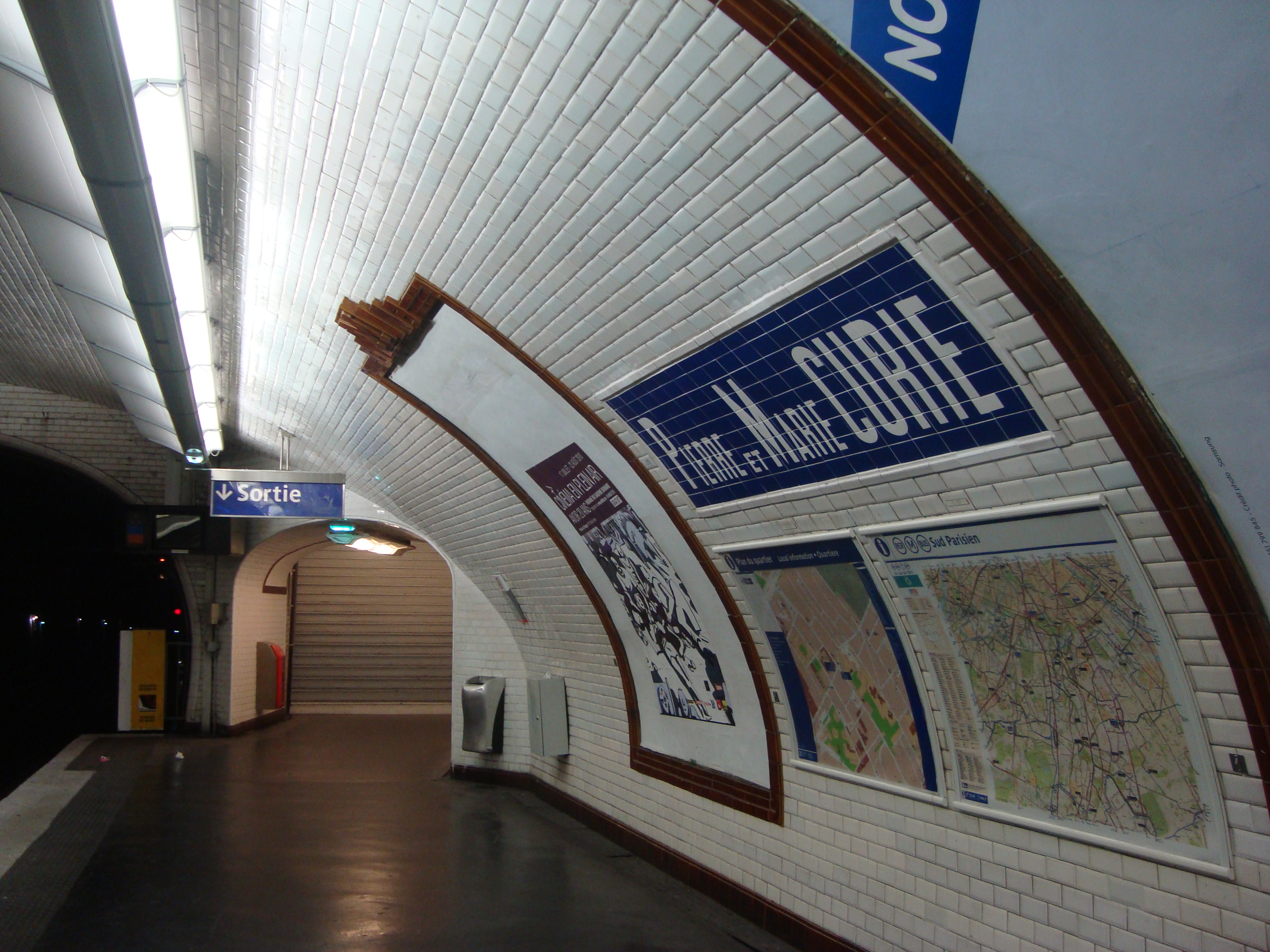
right壁面に埋め込まれた駅名標

1946年5月1日、メトロ7号線がそれまでの終端駅ポルト・ディヴリー駅からメリー・ディヴリー駅まで延伸した際、その区間上に開設された。相対式ホーム2面2線の構造を持つ。
駅名はノーベル物理学賞を受賞したピエール・キュリーとマリ・キュリー（キュリー夫人）の夫妻にちなむ。当初はピエール・キュリー駅として開業したが、2007年1月31日（書類上は2007年3月8日）に現行の駅名に改称された。書類上の改称日であり3月8日はちょうど国際女性デーに該当する。パリメトロには他にも女性の名前にちなむ駅名があり、バルベス＝ロシュシュアール駅やルイーズ・ミシェル駅が該当する。

## 利用状況
2011年の年間乗車人員は141万6,989人、2012年は144万4,456人。2013年の年間乗車人員は140万4,039人で、これはパリメトロで283番目の多さである。

## 利用可能な鉄道路線
- パリメトロ
  -  7号線

## 歴史
- 1946年5月1日 - 7号線ポルト・ディヴリー〜メリー・ディヴリー間の延伸に伴い開業。
- 2007年1月31日 - 現行のピエール・エ・マリー・キュリー駅に改称（書類上は国際女性デーにあたる3月8日）。

## バス路線
パリ交通公団 (RATP) の路線バス125系統が運行されている。

## 隣の駅
パリメトロ
 7号線（メリー・ディヴリー方面支線）
ポルト・ディヴリー駅 （Porte d'Ivry） - ピエール・エ・マリー・キュリー駅 - メリー・ディヴリー駅（Mairie d'Ivry）